# Школа добра і зла (роман)
«Школа добра і зла» (англ. The School for Good and Evil) — роман-казка у жанрі фентезі 2013 року, написаний Зоманом Чайнані. Перший роман із серії «Школа добра і зла» та дебютний роман Чайнані, що розповідає про Софі, прекрасну дівчину, яка вірить, що стане принцесою, та її подругу Агату, дивачку, яку жителі села вважають відьмою. Її викрадає шкільний вчитель та доставляє до Школи добра і зла. Після того, як їхня доля змінилася, Агата потрапляє до Школи Добра, а Софі — до Школи Зла. Далі їхня дружба піддається випробуванню.
Книга була вперше опублікована в США 14 травня 2013 року видавництвом HarperCollins, а у Великій Британії 6 червня того ж року. За ними було п'ять сиквелів, а Netflix його екранізувала . Книга отримала позитивні відгуки критиків, які високо оцінили дотепність роману та дивацтво сюжету. В Україні шість томів книги було побачили світ з 2018 по 2021 рік у харківському видавництві «Ранок».
Бібліографічні дані:
| Чейнані Зоман. Школа добра і зла: Книга 1. Харків : Ранок, 2018. 490 с. ISBN 978-617-09-3290-7 |

## Сюжет
У селі Гавалдон кожні чотири роки двох дітей віком від 12 років викрадають до навколишнього Нескінченного лісу. Викрадених дітей відправляють до «Школи добра і зла», де вони навчаються, щоб стати казковими героями чи лиходіями. У той час як більшість боїться невідомої сили, красива Софі, яка марить про викрадення, щоб стати принцесою. Тим часом її найкраща подруга Агата, похмура й потворна, вважається ідеальним кандидатом у Школу зла. Коли настає день викрадення, Софі та Агату викрадають обидвох.
На жах Софі та Агати, їх обох відправляють у «не ті» школи: Софі — «Ніколи», учениця Школи Зла, а Агата — «Завжди», учениця Школи Добра. Софі безуспішно намагається поміняти школу з Агатою, а Агата хоче, щоб вони повернулися додому. Це виявляється важко, оскільки Софі вирішила, що вона Добра, і закохується у Тедроса, сина короля Артура, який також помічає її.
Будучи змушеною відвідувати заняття, Агата провалює більшість із них, але виявляє, що вміє чути та виконувати бажання. Пройшовши зі стімфом (птахом-скелетом) до вежі шкільного вчителя, Софі та Агата потрапляють у пастку казки. Шкільний вчитель загадує їм загадку, щоб довести, що вони опинилися не там. Після зриву шкільних зборів Агату залишають у своїй кімнаті, а Софі відправляють у Кімнату Приреченості, де Чудовисько відстригає їй волосся. У люті Софі топить Звіра як помсту. Зрештою дівчата знаходять відповідь на загадку «Поцілунок справжнього кохання». Щоб допомогти Софі отримати поцілунок Тедроса, Агата, замаскована тарганом, супроводжує та допомагає Софі на її уроках. З допомогою Агати Софі починає досягати високих рейтингів у своїх класах, ставши найкращою ученицею за весь час існування Школи.
Агата виявляє, що її використовують, щоб змусити Тедроса закохатися в Софі. Таким чином Софі ніколи не доведеться йти, оскільки вона вірить, що Тедрос є її справжнім коханням. Нарешті Тедрос обіцяє поцілувати Софі після того, як вони обидва виграють Trial by Tale, випробування, де їм потрібно вижити в пастках учителів та інших учнів. Однак Софі відмовляється захищати його через егоїзм, натомість Агата рятує його. Найбільший принц добра, який обманює, робить Софі популярною у Школі Зла та допомагає одержати звання «лиходія № 1». Водночас Софі починає виявляти дедалі більшу образу та злість на Агату, оскільки вона вважає, що Агата зруйнувала її життя назавжди та вкрала її місце у цьому житті.
Тедрос починає відчувати почуття до Агати після того, як вона врятувала його, на відміну від Софі. Агата знаходить свою внутрішню красу та віру в Добро після консультації з професором Клариссою Дові. Натомість Софі починає страждати від снів Немезиди — снів, якими є найкращі лиходії, які викривають свого ворога. Софі вірить, що людиною в її снах є Тедрос, але інша Немезида має стати сильнішою. Тедрос не демонструє свої почуттів, але Агата поступово стає найкращою принцесою. Софі дізнається, що її Немезида — не Тедрос, а Агата, і перетворюється на те, ким вона стала внутрішньо: ревниву, зморщену відьму без докорів сумління та милосердя. У Цирку талантів, конкурсі, заснованому на талантах, Тедрос зізнається в коханні до Агати та запрошує її на Сніжний бал Еверса, на що вона погоджується. Почувши це, Софі намагається знищити обидві школи та ліквідувати Агату.
Сповнена рішучості свого щасливого кінця, Софі виявляє, що справжня особистість Шкільного вчителя — Зла, оскільки Історіан спокутував його за вбивство свого Доброго брата. Вірячи, що зможе знайти своє справжнє кохання назавжди щасливими, вона цілує його, але пам'ятає, що Невер не здатний любити. Шкільний вчитель намагається вбити Агату, щоб Софі стала його. Коли Агату збираються вдарити, Софі жертвує собою заради Агати. Привид померлого Доброго брата повертається, щоб врятувати своїх учнів, а провидець і вчитель історії Аугуст Сейдер жертвує власним тілом, щоб знищити Злого Вчителя школи, і при цьому сам гине. Софі помирає незабаром після цього, і Агата, збентежена, цілує її. Софі оживає, оскільки поцілунок Агати був справжнім коханням, і вони з Агатою телепортуються назад до рідного Гавалдона, розуміючи, що їм не потрібен принц, а Тедрос залишається розчарованим

## Про автора
Коли Чайнані був маленьким, у них вдома був лише телевізор та касети VHS з анімаційними фільмами Діснея, які «всі [він] дивився» до восьмирічного віку. Він заявив, що «все, що [він] дізнався про оповідання — і про казки загалом — [він] дізнався від Діснея».
Після навчання в коледжі Чайнані дізнався про казки та був зачарований відмінностями між оригінальними історіями та екранізаціями Disney. «Десь» між цими відмінностями й народилася « Школа добра і зла». Чайнані відчув, що диснеївські адаптації взяли оригінальні казки, які були більш похмурими, складними та сповненими жахів, і «пастеризували» їх, щоб зробити їх більш «відповідними» для молодшої аудиторії. У "Школі добра і зла " він хотів «повернутися до суті оригінальних історій і дати маленьким читачам відчути, що таке справжня казка». Чайнані хотів, щоб його персонажі були небезпечними, без «теплоти» та передбачуваності щасливого кінця. Чайнані описав те, що він хотів зробити, як створення «нової казки», яка була «такою ж розкутою та непередбачуваною, як і старі історії, які б викликали інтерес у сучасних дітей».
У Чайнані вперше виникла ідея «Школи добра і зла» в червні 2010 року, коли він як режисер завершував роботу над своїм першим повнометражним фільмом «Шлюб за любов'ю». Він почав працювати над сценарієм, але зрозумів, що це має бути роман. Коли Чайнані працював з продюсером Джейн Старц над екранізацією «Війни з візками», він представив ідею «Школи добра і зла», яку вона дублювала. У США книга вийшла друком 14 травня 2013 року. У списку бестселерів The New York Times книга дебютувала під № 7 протягом першого тижня після публікації.

## Промоція книги
"Школа добра і зла " була одним із найбільш очікуваних фентезійних романів для молоді 2013 року 21 березня 2013 року буктрейлер був опублікований на YouTube від Shelf Stuff. Entertainment Weekly назвав трейлер «вигадливим». Чайнані також здійснив національний тур по восьми містах і з'явився на «Вечері Bookstormer». Крім того, HarperCollins Children's Books роздавав кнопки «Колись» і «Ніколи» на конференціях.

## Переклади
Станом на 8 жовтня 2019 року книга була перекладена 28 мовами. До травня 2020 року книга була перекладена принаймні 30 мовами. Мови, права на переклад яких були продані, включають українську, китайську, голландську, тайванську, чеську, словацьку, литовську, італійську, бразильську португальську, європейську португальську, російську, іврит, грецьку, французьку, індонезійську, тайську, іспанську, німецьку, норвезьку та болгарську .

## Оцінка
Майкл Беррі з Common Sense Media заявив, що ця книжка «не є звичайним спін-оффом казки». Він похвалив дотепність і проникливість, але розкритикував повторення, назвавши його «обтяжливим».
Гаррі Скотт The Herald високо оцінив персонаж Софі, завершення історії, розвиток персонажа, прості слова та промови, заявивши, що він відчув «найдивовижніше почуття, яке [він] коли-небудь зустрічав у книзі». Пишучи для NPR, Селена Сіммонс-Даффін назвала серію книг «скромною імперією».
Станом на липень 2020 року книгу було продано понад 2,5 мільйона примірників.

## Подальший розвиток історії

### Продовження серії книг
15 квітня 2014 року вийшло продовження роману під назвою "Світ без принців ". 21 липня наступного року було опубліковано "The Last Ever After ". Quests for Glory був опублікований 19 вересня 2017 року . За ним послідували «Кристал часу» та "Один справжній король ", опубліковані, відповідно, 5 березня 2019 року та 2 червня 2020 року

### Адаптація у фільмі
Незабаром після публікації Universal Studios придбала права на екранізацію книги. У 2020 році компанія Netflix оголосила про те, що режисером стане Пол Фіг. 18 грудня 2020 року на головні ролі були обрані Софія Вайлі та Софія Енн Карузо. На екрани фільм вийшов 19 жовтня 2022 року .